# Величі
Величі (хорв. Velići) — населений пункт у Хорватії, в Істрійській жупанії у складі громади Вижинада.

## Населення
Населення за даними перепису 2011 року становило 38 осіб.
Динаміка чисельності населення поселення:

## Клімат
Середня річна температура становить 12,69 °C, середня максимальна – 26,31 °C, а середня мінімальна – -1,76 °C. Середня річна кількість опадів – 1048 мм.
| Клімат поселення                              | Клімат поселення | Клімат поселення | Клімат поселення | Клімат поселення | Клімат поселення | Клімат поселення | Клімат поселення | Клімат поселення | Клімат поселення | Клімат поселення | Клімат поселення | Клімат поселення | Клімат поселення |
| Показник                                      | Січ.             | Лют.             | Бер.             | Квіт.            | Трав.            | Черв.            | Лип.             | Серп.            | Вер.             | Жовт.            | Лист.            | Груд.            |                  |
| Середній максимум, °C                         | 9,31             | 10,19            | 13,32            | 16,66            | 21,73            | 25,84            | 26,31            | 25,84            | 21,39            | 16,68            | 11,64            | 8,42             |                  |
| Середня температура, °C                       | 3,77             | 4,66             | 7,78             | 11,13            | 16,21            | 20,31            | 22,67            | 22,21            | 17,76            | 13,04            | 8,00             | 4,79             |                  |
| Середній мінімум, °C                          | −1,76            | −0,88            | 2,24             | 5,61             | 10,68            | 14,78            | 19,02            | 18,56            | 14,12            | 9,40             | 4,35             | 1,15             |                  |
| Норма опадів, мм                              | 75               | 60               | 75               | 87               | 79               | 92               | 65               | 91               | 96               | 115              | 118              | 95               |                  |
| Середньомісячна швидкість вітру, м/с          | 1.97             | 2.24             | 2.40             | 2.42             | 2.17             | 2.09             | 2.05             | 2.00             | 2.00             | 2.17             | 2.21             | 2.12             |                  |
| Середньомісячна сонячна радіація, кДж/м²·день | 4477             | 7458             | 10715            | 15043            | 19251            | 20960            | 21908            | 18773            | 13974            | 8989             | 4913             | 3767             |                  |
| --------------------------------------------- | ---------------- | ---------------- | ---------------- | ---------------- | ---------------- | ---------------- | ---------------- | ---------------- | ---------------- | ---------------- | ---------------- | ---------------- | ---------------- |
| Джерело:                                      |                  |                  |                  |                  |                  |                  |                  |                  |                  |                  |                  |                  |                  |